# Abd al-Malik al-Awwad
Abd al-Malik al-Awwad, Abdel Malek El-Aouad (ar. عبد الملك العواد; ur. 23 kwietnia 1960) – marokański zapaśnik walczący w stylu klasycznym. Dwukrotny olimpijczyk. Jedenasty w Barcelonie 1992 i odpadł w eliminacjach w Los Angeles 1984. Startował w kategorii 48 kg.
Pięciokrotny medalista mistrzostw Afryki, w tym złoty w 1988, 1992 i dwukrotnie w 1984. Dwukrotny medalista igrzysk panarabskich w 1985. Mistrz Arabski z 1983 roku.
- Turniej w Los Angeles 1984

Przegrał pierwszą walkę z zawodnikiem Korei Południowej Jeon Dae-je i odpadł z turnieju.
- Turniej w Barcelonie 1992

Przegrał wszystkie walki, kolejno z Japończykiem Masanori Ōhashi i Rumunem Iliuță Dăscălescu.